# ینگی قلعه کسبایر
ینگی قلعه کسبایر یک روستا در ایران است که در دهستان بدرانلو واقع شده‌است. ینگی قلعه کسبایر ۲۴ نفر جمعیت دارد.